# 馬志豪事件
馬志豪事件是一件性醜聞事件，馬志豪（英語：Oscar Ma Chi Ho，1989年—）是前遵理學校通識科教師，被指欺騙所任教女學生並與其性交。馬志豪否認。但該學生繼續提出更多確實證據，促使遵理學校於2016年5月10日深夜1時40分將其停職。
及後，馬志豪在不足24小時內，於2016年5月11日深夜0時9分發出聲明，表示離職。遵理學校亦於6分鐘後，即0時15分表示已收到該懷疑失德教師的請辭。
無獨有偶，遵理學校於香港聯合交易所的上市申請於是次醜聞曝光後短時間內失效。

## 事件對香港教育界的影響
在教育人員專業操守議會制定的《香港教育專業守則》中無列明禁止師生戀，但有其他專業操守要求，懲治失德教師，例如教師不能因其身份，從學生身上取得利益。教育人員專業操守議會上任主席韓連山表示，「補習名師」可能並非香港《教育條例》中指明的「教師」，因此教育局對有關失德行為沒有處理的方法。他批評教育局規管補習社的工作不足，並建議教育局加強監管補習社。
有教師認為上任主席的解釋荒謬，因為在香港所有經《教育條例》第42條註冊的學校必須由教師任教，因此「補習名師」亦為法律上的「教師」，能夠被教育人員專業操守議會懲處。除非該人士確實並非教師，即已觸犯第42條。
根據《教育條例》第3(1)條，任何組織於任何一天向20人或以上，或同時向8人或以上，提供幼兒、幼稚園、小學、中學或專上教育，或以任何方式提供任何其他教育課程，包括以專人或郵遞服務交付的函授方式，均屬「學校」，必須向教育局註冊。因此補習社是需要向教育局註冊。

## 資料來源
1. ↑  . 蘋果日報. 2016年5月11日  [2016年5月11日]. （原始内容存档于2016年6月3日） （中文（繁體））. （页面存档备份，存于）
2. ↑  . 教育局. 2016年5月11日  [2016年5月11日]. （原始内容存档于2020年6月11日） （中文（繁體））. （页面存档备份，存于）

## 外部連結
- 蘋果日報 2016年5月9日 〈遵理爆師生戀疑雲 通識科名師否認並報警〉 （页面存档备份，存于）
- 蘋果日報 2016年5月9日 〈被指重要部位有特徵 遵理名師願「驗明正身」證清白〉 （页面存档备份，存于）
- 蘋果日報 2016年5月9日 〈遵理疑爆師生戀 學生稱可接受：老師都有戀愛需要〉 （页面存档备份，存于）
- 蘋果日報 2016年5月9日 〈疑似遵理師生戀女事主認犯賤 po情慾對話力證指控〉 （页面存档备份，存于）
- 蘋果日報 2016年5月10日 〈涉師生戀名師被停課 遵理搵高登方丈查案〉 （页面存档备份，存于）
- 蘋果日報 2016年5月10日 〈曾質疑遭抹黑今改口致歉 遵理創辦人：因有更具說服力資料出現〉 （页面存档备份，存于）
- 蘋果日報 2016年5月10日 〈遵理名師爆師生戀醜聞 同僚感失望〉 （页面存档备份，存于）